# Världsmästerskapet i basket för damer
Världsmästerskapet i basket för damer är en internationell basketturnering som arrangeras av Internationella basketförbundet och spelas sedan 1953.

## Medaljörer
| År   | Värdland           | Guld          | Silver          | Brons           | Fyra            |
| ---- | ------------------ | ------------- | --------------- | --------------- | --------------- |
| 1953 | Chile              | USA           | Chile           | Frankrike       | Brasilien       |
| 1957 | Brasilien          | USA           | Sovjetunionen   | Tjeckoslovakien | Brasilien       |
| 1959 | Sovjetunionen      | Sovjetunionen | Bulgarien       | Tjeckoslovakien | Jugoslavien     |
| 1964 | Peru               | Sovjetunionen | Tjeckoslovakien | Bulgarien       | USA             |
| 1967 | Tjeckoslovakien    | Sovjetunionen | Sydkorea        | Tjeckoslovakien | Östtyskland     |
| 1971 | Brasilien          | Sovjetunionen | Tjeckoslovakien | Brasilien       | Sydkorea        |
| 1975 | Colombia           | Sovjetunionen | Japan           | Tjeckoslovakien | Italien         |
| 1979 | Sydkorea           | USA           | Sydkorea        | Kanada          | Australien      |
| 1983 | Brasilien          | Sovjetunionen | USA             | Kina            | Sydkorea        |
| 1986 | Sovjetunionen      | USA           | Sovjetunionen   | Kanada          | Tjeckoslovakien |
| 1990 | Malaysia           | USA           | Jugoslavien     | Kuba            | Tjeckoslovakien |
| 1994 | Australien         | Brasilien     | Kina            | USA             | Australien      |
| 1998 | Tyskland           | USA           | Ryssland        | Australien      | Brasilien       |
| 2002 | Kina               | USA           | Ryssland        | Australien      | Sydkorea        |
| 2006 | Brasilien          | Australien    | Ryssland        | USA             | Brasilien       |
| 2010 | Tjeckien           | USA           | Tjeckien        | Spanien         | Vitryssland     |
| 2014 | Turkiet            | USA           | Spanien         | Turkiet         | Australien      |
| 2018 | Spanien            | USA           | Australien      | Spanien         | Belgien         |
| 2022 | Australien         | USA           | Kina            | Australien      | Kanada          |
| 2026 | Frankrike/ Italien |               |                 |                 |                 |

### Fotnoter
1. ↑  Shafaqat 94 (30 juni 2017). ”FIBA Women’s basketball World Championship Winners List” (på engelska). Sports History. https://sportshistori.blogspot.se/2017/06/womens-basketball-championship-winners.html. Läst 20 december 2017.